# Xeniidae
Xeniidae Ehrenberg, 1828 è una famiglia di octocoralli coloniali dell'ordine Alcyonacea.

## Descrizione

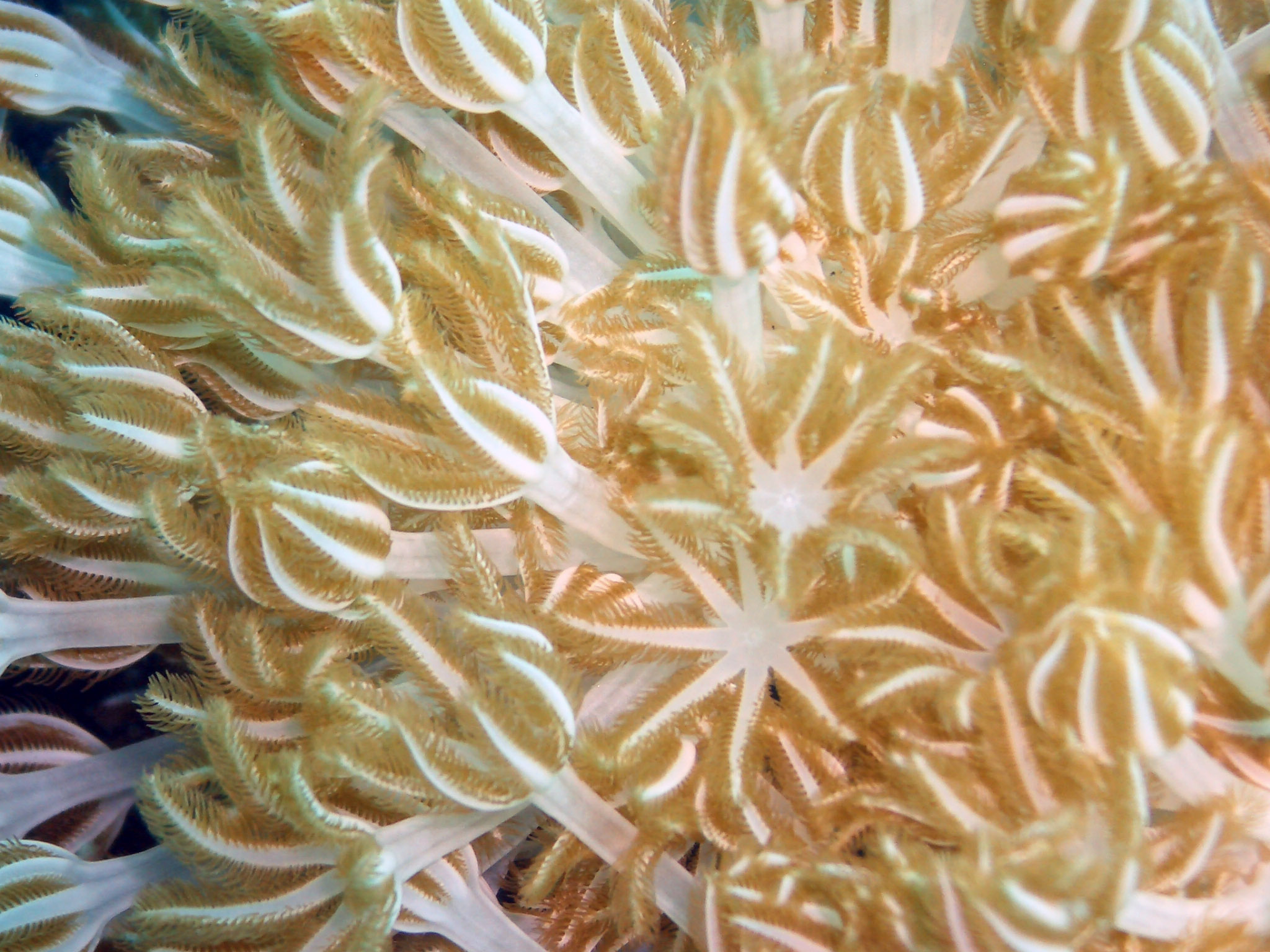
Primo piano dei polipi

La famiglia comprende polipi coloniali caratterizzati dalla presenza di molteplici ordini di pinnule lungo i margini dei tentacoli, che gli conferiscono un aspetto piumoso; i polipi sono uniti da un cenenchima carnoso, nel cui spessore si trovano spicole di calcite disposte in strutture più o meno compatte a seconda dei generi. Le colonie risultano spesso viscide al tatto per la presenza di abbondante muco. 
La gran parte delle colonie ha una colorazione che va dal bianco-crema al grigio-brunastro, ma alcune specie esibiscono colorazioni più vivaci, dal giallo all'arancio, in alcuni casi blu chiaro.

## Biologia

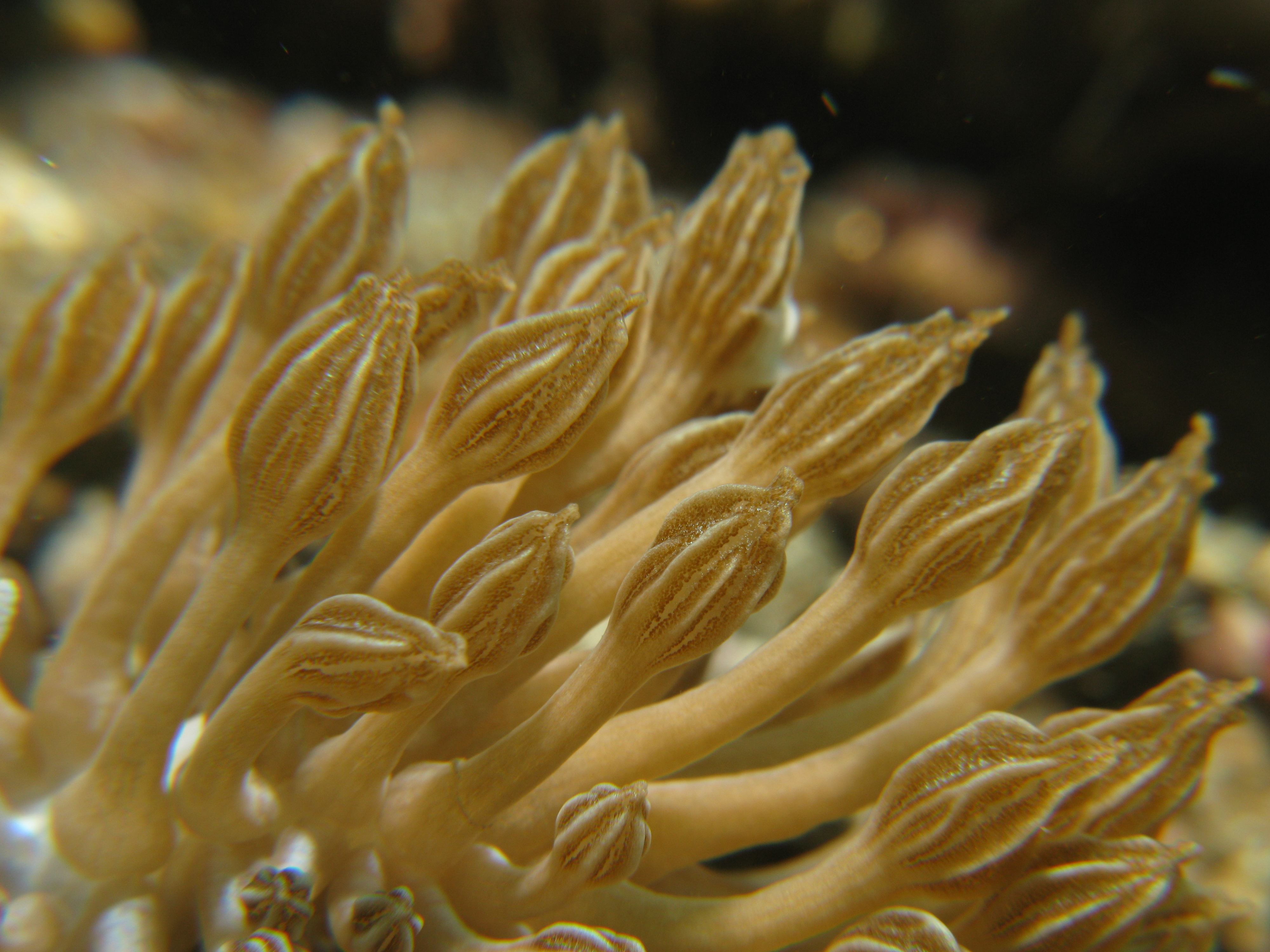
I cerati dei nudibranchi del genere Phyllodesmium mimano i polipi degli Xeniidi.

Le specie di questa famiglia ospitano nel loro endoderma zooxantelle endosimbionti del genere Symbiodinium, da cui ricavano diverse sostanze nutrienti.
I polipi di alcuni generi, come Anthelia, Xenia o Heteroxenia, esibiscono, unici fra tutti i coralli, una attività pulsatoria dei loro tentacoli; si è visto che tale pulsazione rende più efficiente la fotosintesi da parte delle zooxantelle.
Le colonie di questi ottocoralli sono una fonte di cibo per i molluschi nudibranchi del genere Phyllodesmium, i cui cerati favoriscono il mimetismo con i polipi, proteggendoli dai predatori; 
forniscono inoltre rifugio agli avannotti di diverse specie di pesci tra cui il labride Macropharyngodon meleagris.

## Distribuzione e habitat
La famiglia è ampiamente diffusa nelle barriere coralline tropicali dell'Indo-Pacifico, con un centro di maggiore biodiversità nel mar Rosso. Alcune specie sono state descritte anche nell'Atlantico meridionale e nel mare di Norvegia.

## Tassonomia
La famiglia comprende i seguenti generi:
- Anthelia Lamarck, 1816
- Asterospicularia Utinomi, 1951
- Bayerxenia Alderslade, 2001
- Caementabunda Benayahu, van Ofwegen & McFadden, 2018
- Cespitularia Milne-Edwards & Haime, 1850
- Conglomeratusclera Benayahu, van Ofwegen & McFadden, 2018
- Efflatounaria Gohar, 1939
- Ezziona Alderslade & Janes, 2017
- Fasciclia Janes, 2008
- Funginus Tixier-Durivault, 1987
- Heteroxenia Koelliker, 1874
- Ingotia Alderslade, 2001
- Ixion Alderslade, 2001
- Orangaslia Alderslade, 2001
- Ovabunda Alderslade, 2001
- Sansibia Alderslade, 2000
- Sarcothelia Verrill, 1928
- Sympodium Ehrenberg, 1834
- Xenia Lamarck, 1816
- Yamazatum Benayahu, 2010

### Alcune specie

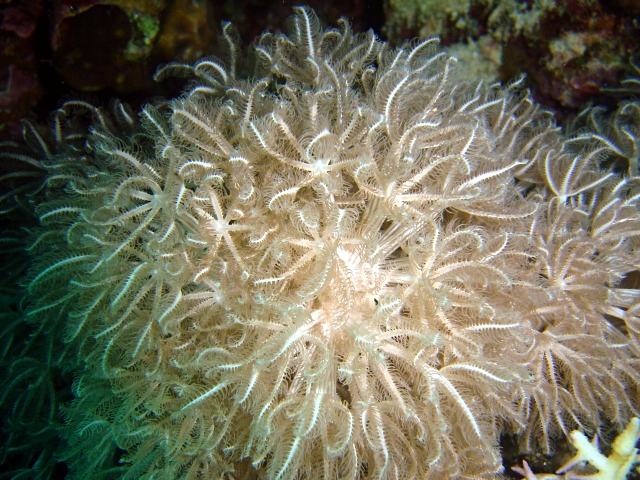
Anthelia glauca
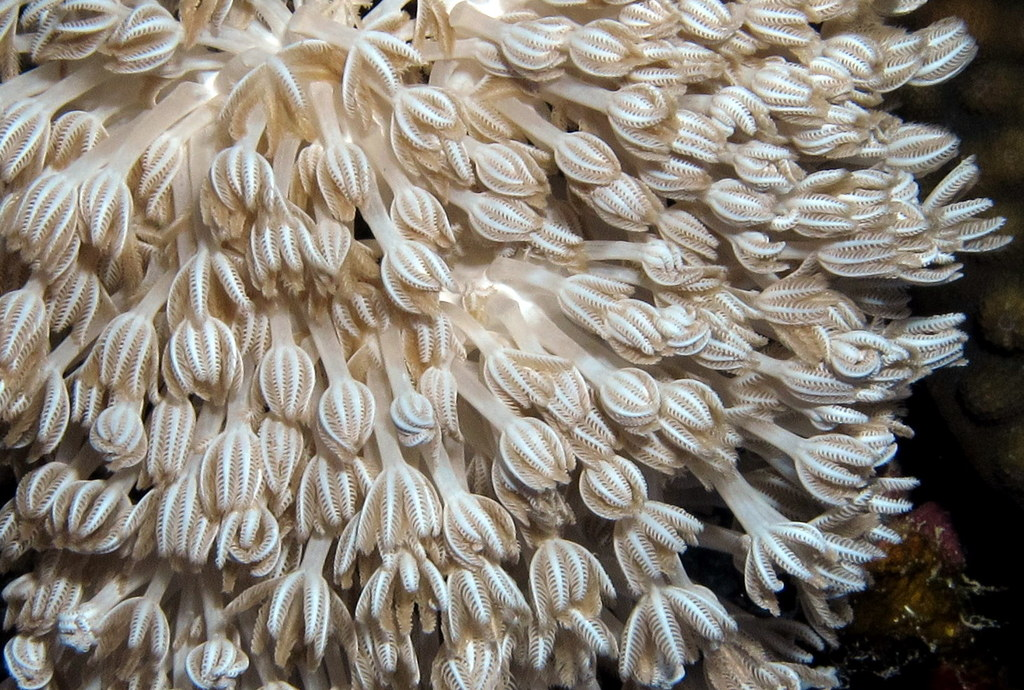
Heteroxenia fuscescens
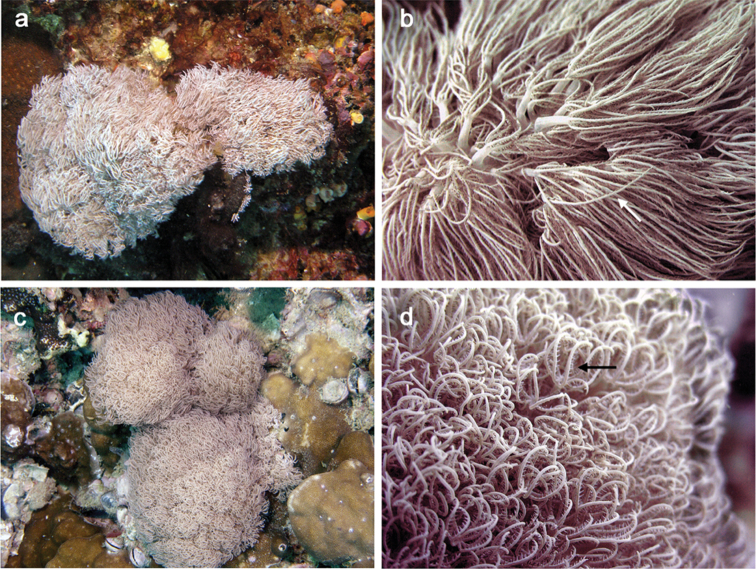
Ovabunda andamanensis
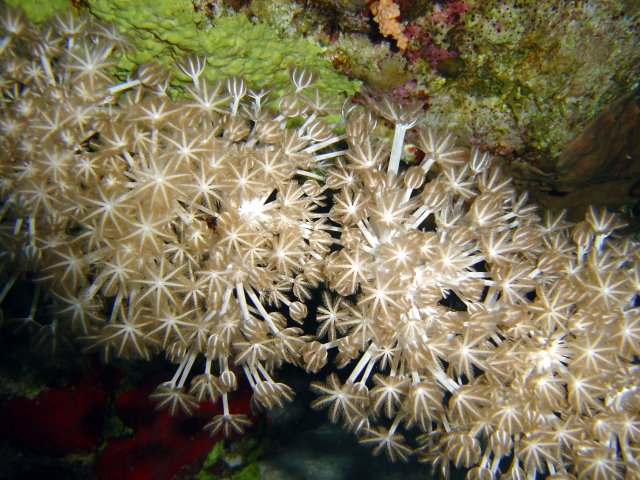
Xenia umbellata